# Because of you (ステファニーの曲)
「because of you」（ビコーズ オブ ユー）は、ステファニーの2枚目のシングル。

## 概要
タイトル曲「because of you」他全3曲を収録。初回プレス盤特典としてアニメ『キスダム -ENGAGE planet-』オリジナル描き下ろしイラストステッカーが封入されている。
タイトル曲「because of you」は、ステファニー自身が20年間生きてきた中で周囲の人々への感謝と未来への希望をテーマに制作された。また本作では、自身が憧れの存在として公言しているマイケル・ジャクソンの代表曲「Ben」をカバーしている。本人にとっても初のカバー曲となる。

## 収録曲
1. because of you
  - 作詞：STEPHANIE & 矢住夏菜、作曲：ジョー・リノイエ、編曲：ジョー・リノイエ & 長岡成貢、ストリングスアレンジ：長岡成貢
  - テレビ東京系アニメ『キスダム -ENGAGE planet-』後期エンディングテーマ
2. To. Be. Me.
  - 作詞：STEPHANIE & 矢住夏菜、作曲・編曲：ジョー・リノイエ & 峰正典
3. Ben
  - 作詞・作曲：DON BLACK・WALTER SCHARF、編曲：ジョー・リノイエ

## 収録アルバム
- 『ステファニー』（#1, #2）